# Macrurocyttus acanthopodus
Macrurocyttus acanthopodus ist ein Meeresfisch aus der Ordnung der Petersfischartigen (Zeiformes). Er kommt im westlichen Pazifik von den Philippinen bis Australien vor. Der Fisch lebt in Tiefen von 330 bis 1140 Metern. Aufgrund des tiefen Lebensraums ist seine Lebensweise bisher unbekannt.

## Merkmale
Macrurocyttus acanthopodus wird 3,8 cm lang und hat einen seitlich abgeflachten, ovalen Körper (Kopflänge = Körperhöhe). Der Kopf ist unbeschuppt, der Körper mit kleinen Schuppen besetzt oder unbeschuppt. Kopf und Vorderkörper von Macrurocyttus acanthopodus sind schwarz-braun gefärbt, der hintere Teil des Körpers und die Flossen sind bräunlich oder rauchfarben.
Die Augen sind groß, ihr Durchmesser doppelt so groß wie die Maullänge, und machen 30 bis 52 % der Kopflänge aus. Das Maul ist protraktil (vorstülpbar). Beide Kiefer sind mit einer Reihe winziger, konischer Zähne besetzt. Das Pflugscharbein ist zahnlos. Die Kiemenreusenstrahlen sind rudimentär. Die Anzahl der Wirbel beträgt 25 bis 34.
Von den beiden Rückenflossen wird die erste von vier bis sieben Flossenstacheln, die zweite von 25 bis 30 Weichstrahlen gestützt. Der zweite Flossenstachel ist am längsten und an seiner Vorderseite gesägt. Die Afterflosse hat einen rudimentären Flossenstachel (er kann auch fehlen) und 25 bis 32 Weichstrahlen. Die Schwanzflosse ist abgerundet oder schließt gerade ab und hat 12 bis 16 Flossenstrahlen. 
Die Brustflossen sind sehr viel kürzer als der Kopf und werden von 12 bis 17 Flossenstrahlen gestützt. Die Bauchflossen besitzen einen starken Flossenstachel und zwei, drei oder sechs Weichstrahlen. Bei Macrurocyttus acanthopodus ist die Seitenlinie vollständig durch fleischige Tuberkel ersetzt worden.